# جاك كيرك
جاك كيرك (بالإنجليزية: Jack Kirk)‏ هو ممثل أمريكي، ولد في 19 فبراير 1895 في الولايات المتحدة، وتوفي بنفس المكان في 13 سبتمبر 1948.

## وصلات خارجية
- جاك كيرك على موقع IMDb (الإنجليزية)
- جاك كيرك على موقع قاعدة بيانات الفيلم (الإنجليزية)